# 세스 애드킨스
세스 애드킨스(Seth Adkins, 1989년 10월 30일 ~ )는 미국의 영화배우이다.
앨버커키에서 태어났다.

## 영화
- 도망자 2018 (2014년) - 션 역
- 트랜센던스 (2014년) - 비참한 학생 역
- 디 오드 웨이 홈 (2013년)
- 아버지를 위한 노래 (2011년) - 지미 역, 랍비 코헨 역
- 렛 미 인 (2010년) - 세스 역
- 나는 시인이다 (2009년) - 헨리 역
- 파이러트 캠프 (2007년)
- 배드 뉴스 베어즈 (2005년)
- 펑키 멍키 (2004년) - 마이클 역
- 제페토 (2000년) - 피노키오 역
- 위트와 슬라이 (1999년)
- 마피아 (1998년)
- 사랑의 기도 (1997년)
- 타이타닉 (1997년) - 3살 아기 역
- 터치드 바이 언 엔젤 (1994년)